# Raiffeisenlandesbank
Raiffeisenlandesbank (abreviado RLB) es el término que hace de paraguas de un número de Landesbanks (bancos del Estado) austriacos. Cada Estado en que se compone la República austriaco tiene su propio Raiffeisenlandesbank, y solo Viena y Baja Austria comparten uno. En Carintia existe un segundo Landesbank, el "Zveka Bank", que sirve la minoría eslovena. Los Raiffeisenlandesbanks son gestionados por cooperativas de crédito (uniones de crédito) de los respectivos estados. Los  Raiffeisenlandesbanks son propiedad de sus respectivos bancos miembros (es decir, todas las cooperativas de crédito en el estado) y conjuntamente posen el Raiffeisen Zentralbank.

## Raiffeisenlandesbanks
- Raiffeisenlandesbank Niederösterreich-Wien AG (Baja Austria y Viena)
- Raiffeisenlandesbank Oberösterreich Aktiengesellschaft, (Alta Austria)
- Raiffeisen-Landesbank Steiermark AG (Estiria)
- Raiffeisenlandesbank Burgenland regGenmbH (Burgenland)
- Raiffeisenlandesbank Kärnten - regGenmbH (Carintia)
- Zveza Bank, r.z.z o.j. Bank und Revisionsverband regGenmbH (Carintia)
- Raiffeisenverband Salzburg regGenmbH (Salzburgo
- Raiffeisen-Landesbank Tirol AG (Tirol)
- Raiffeisenlandesbank Vorarlberg regGenmbH (Vorarlberg)